# Азіаго (хокейний клуб)
Хокейний клуб «Азіаго» (італ. Hockey Club Asiago) — хокейний клуб з м. Азіаго, Італія. Заснований у 1935 році за ініціативи Едуардо Карлі. Виступає в Серії А. Домашні матчі проводить на «Стадіо Одегар».

## Досягнення
- Серія А (8): 2001, 2010, 2011, 2013, 2015, 2020, 2021, 2022
- Кубок Італії (3): 1991, 2001, 2002
- Суперкубок Італії (3): 2003, 2013, 2015
- Альпійська хокейна ліга (2): 2018, 2022

## Відомі гравці
- Олександр Гальченюк
- Джон Парко
- Ігор Стельнов
- Ральф Інтрануово
- Кліфф Роннінг
- Кен Лінсман
- Джим Камаццола
- Фернандо Пізані
- Лючіо Топатіг